# Raingasse (Bozen)

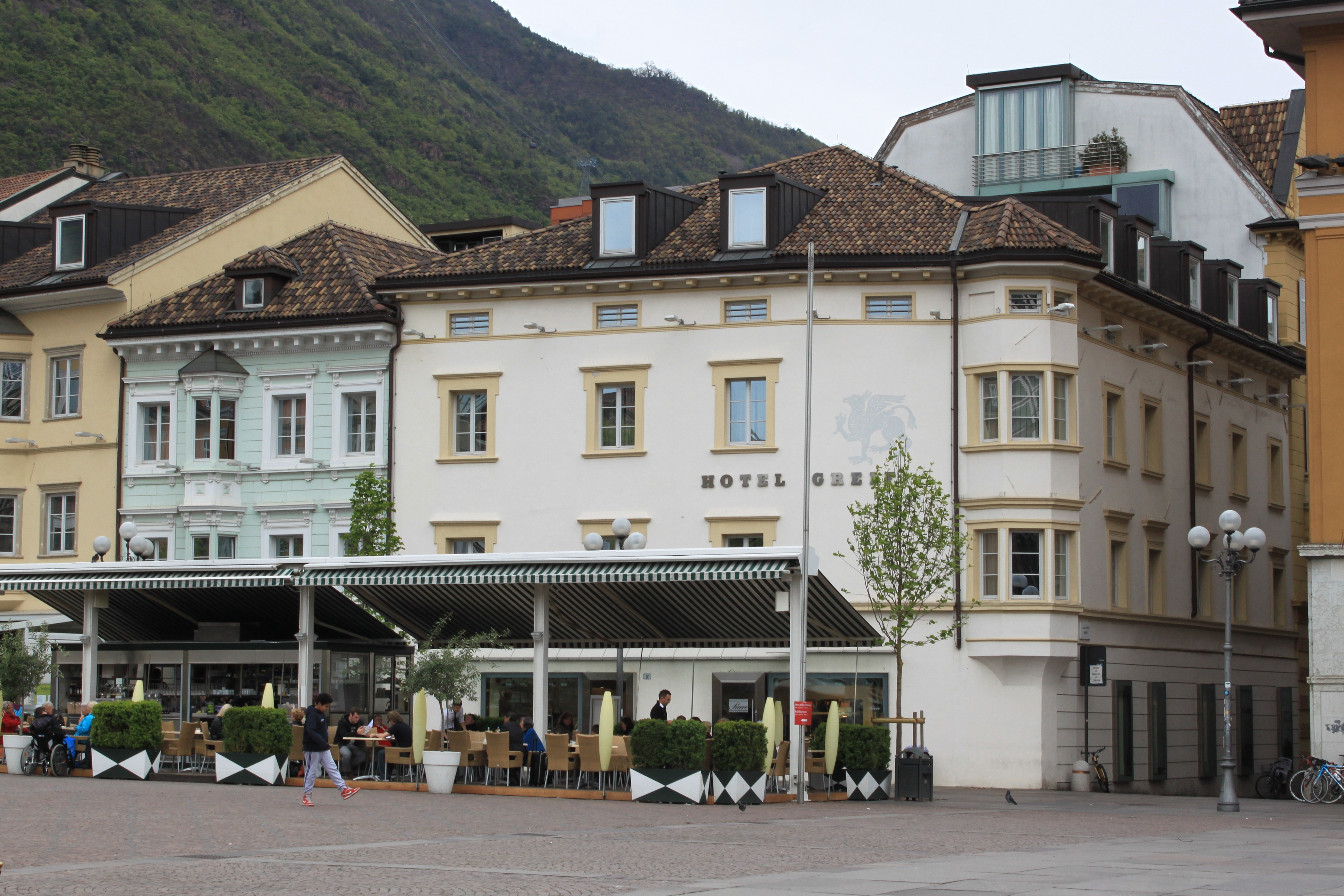
Westlicher Beginn der Raingasse in Bozen (rechts neben dem Hotel Greif)

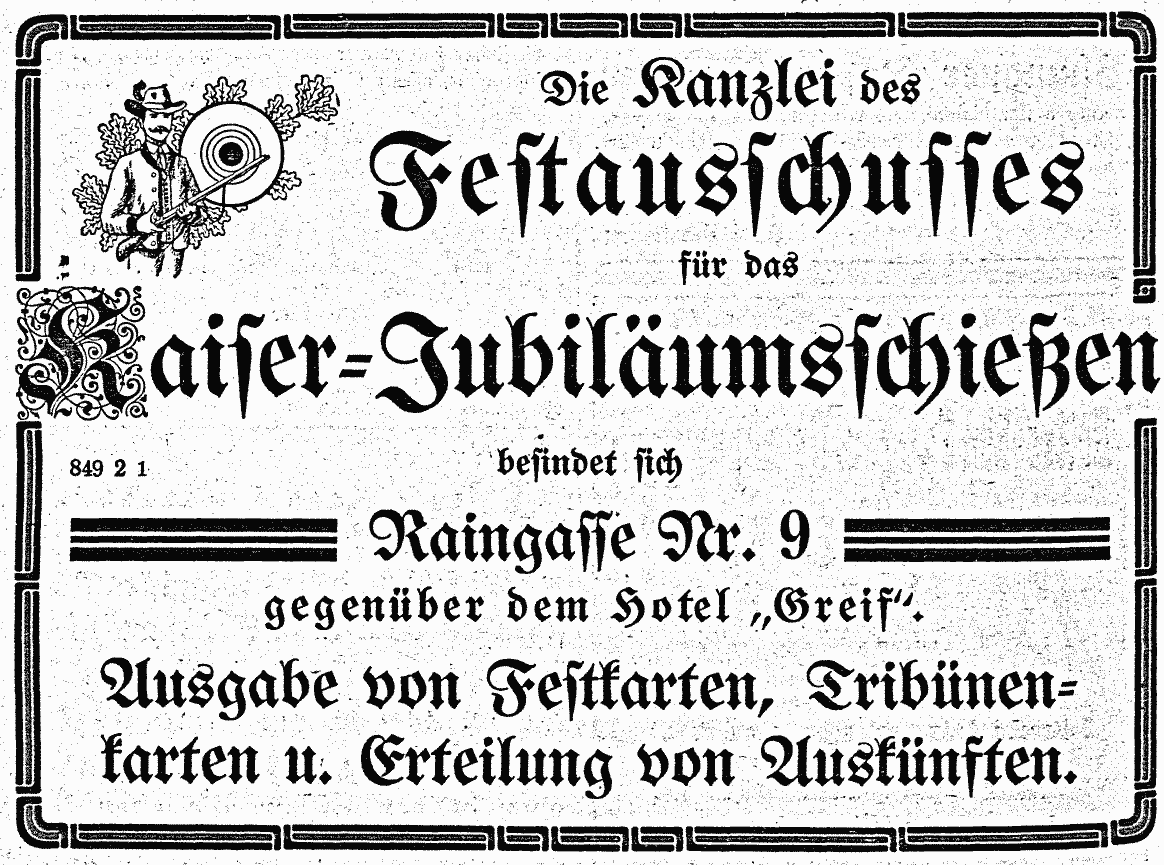
Büro des habsburgischen Kaiserjubiläums von 1908 in der Raingasse 9

Die Raingasse (italienisch Via della Rena) ist eine Straße im altstädtischen Bereich der Südtiroler Landeshauptstadt Bozen. Sie verbindet das Ostende des Waltherplatzes, an dem sie südlich des historischen Hotels Greif (Schwarzer Greif) beginnt, mit dem Friedl-Volgger-Platz, verzweigt sich dort zu Weintraubengasse und Laurinstraße und findet ihre gerade Fortsetzung in der Gerbergasse.
Die Raingasse entspricht dem alten südlichen Abschluss des mittelalterlichen Stadtkerns von Bozen, der hier auch geländemäßig zu den Niederungen des Eisacks hin abfiel, was bis heute am West-Ost-Gefälle der Straße ablesbar ist. Der Rain war ursprünglich der erhöhte Geländesaum, der als nicht überschwemmungsgefährdet angesehen wurde. 
Der Name der alten Wegeverbindung ist bereits im Jahr 1291 als „ame Rayne“ (an dem Rain) urkundlich bezeugt. Im 14. und 15. Jahrhundert wurde die am Nordrand verbaute Verbindung als am Rain, am Rayn oder am Raine zu Boczen bezeichnet. In der Landgerichtsordnung von Gries-Bozen aus dem Jahr 1487 wird als für am Rain zuständiger Hauptmann ein Jacob Pfeffer genannt.
Am nördlichen Ostende der Raingasse befand sich der spätmittelalterliche Ansitz Niederhaus, Sitz der Herren von Niederhaus, eines ursprünglich vermutlich aus dem Sarntal stammenden, seit 1203/04 bezeugten Ministerialengeschlechts aus dem politischen Umfeld der Edelfreien von Wangen. Ihnen wurde 1337 von Herzog Heinrich von Kärnten das haus gelegen in des selben Niderhausers gazzen ze Poczen gehaizzen auf dem Raine als landesfürstliches Lehen übertragen. Das ab dieser Zeit als Niederhaus bezeichnete Herrenhaus musste 1898 dem Neubau des Grand Hotels Bristol weichen, in dem sich zwischen 1939 und 1943 die Amtliche deutsche Ein- und Rückwanderungsstelle (ADERSt) befand, die mit der Abwicklung der Umsiedlung der Optanten aus Südtirol befasst war. Das Hotelgebäude wurde 1961 seinerseits zur Errichtung eines Geschäfts- und Wohnhauses abgerissen.
Von 1868 bis 1918 befand sich in der Raingasse Nr. 15 (dem ehemaligen, 1633 für Adam Atzwanger gefreiten Ansitz Rieglheim) die Bezirkshauptmannschaft Bozen, die nach ihrer Auflösung infolge der Annexion Südtirols durch Italien im Jahr 1919/20 Sitz einer staatlichen Polizeidienststelle (heute Finanzpolizei) wurde.
2005 wurde die Raingasse um eine nördlich gelegene, überdachte Fußgängerpassage, die Greifpassage, ergänzt, die den Niveauunterschied zwischen Walther- und Volggerplatz durch eine Treppen- bzw. Rolltreppenanlage ausgleicht.
Die Raingasse gehört zu Bozens Fußgängerzone.